# Hipólito Unanue

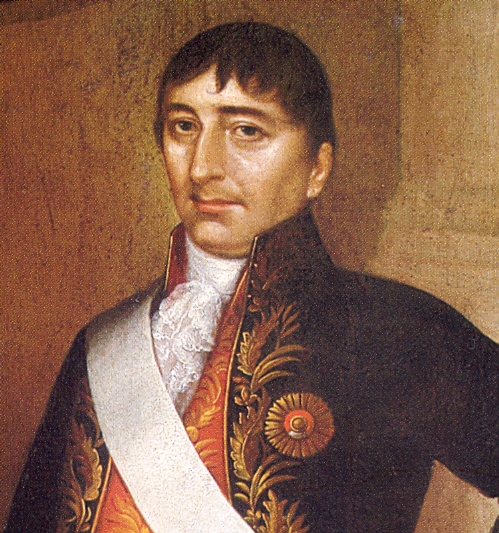
Hipólito Unanue (Gemälde von José Gil de Castro)

José Hipólito Unanue y Pavón (* 13. August 1755 in Arica, Vizekönigreich Peru; † 15. Juli 1833 in Lima) war ein spanisch-peruanischer Botaniker, Mediziner, Meteorologe, Naturwissenschaftler, Hochschullehrer und Politiker, der sich für die Verbreitung moderner medizinischer und naturwissenschaftlicher Methoden sowie die Gründung wissenschaftlicher Institutionen einsetzte. 
Als Politiker war er unter anderem zwei Mal Finanzminister (Ministro de Hacienda) von 1821 bis 1822 sowie 1824 bis 1825, 1822 bis 1823 Präsident des Konstituierenden Kongresses (Presidente del Congreso Constituyente), zwei Mal Innen- und Außenminister (Ministro de Gobierno y Relaciones Exteriores) 1824 und 1825 sowie zwischen 1825 und 1826 Präsident des Ministerrates (Presidente del Consejo de Gobierno).

## Leben

### Studium, Hochschullehrer und wissenschaftliche Arbeiten

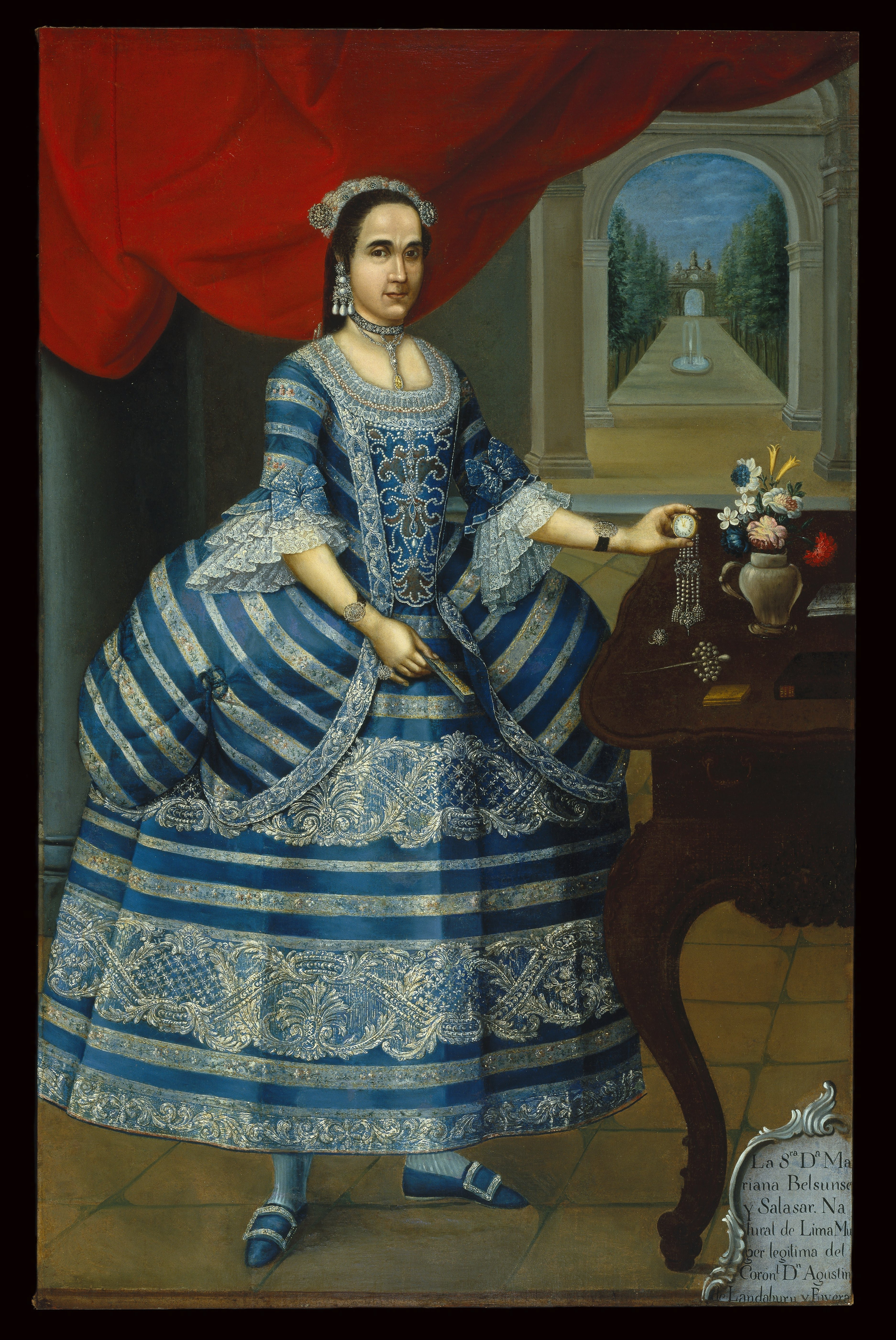
Doña Mariana Belsunse y Salasar war Unterstützerin der Arbeit Unanues in Lima (Gemälde von José Joaquín Bermejo)

Hipólito Unanue, Sohn von Miguel Antonio Unanue y Montalivet und Manuela Pavón y Salgado de Araujo, besuchte das 1622 gegründete Seminario de San Jerónimo in Arequipa. 1777 begann er ein Studium der Medizin und der Naturwissenschaften an der Real y Pontificia Universidad de San Marcos, wo er von Dona Mariana Belsunse y Salasar, der Witwe des zweimaligen Bürgermeisters von Lima, Agustín de Landaburu y Ribera, unterstützt wurde. 1784 schloss er sein Medizinstudium bei Gabriel Moreno und übernahm schließlich 1789 selbst eine Professur für Anatomie an der Real y Pontificia Universidad de San Marcos. In der Folgezeit engagierte er sich maßgeblich bei der Gründung unabhängiger wissenschaftlicher Institutionen wie der Sociedad Académica de Amantes del País, die er zusammen mit José Baquíjano y Carrillo de Córdoba, José de Arriz, Toribio Rodríguez de Mendoza, Vicente Morales Duárez und anderen 1790 in Lima gründete. Daneben war er von 1791 bis 1794 Herausgeber der von dieser Gesellschaft herausgegebenen Zeitschrift El Mercurio Peruano, das maßgeblich für die Verbreitung der wissenschaftlichen Ideen dieser Institution war. Mit der Unterstützung des Vizekönigs von Peru, Francisco Gil de Taboada y Lemos gründete er einen anatomischen Hörsaal am Hospital de San Andrés, der am 21. November 1792 eröffnet wurde.
Unanue, der zwischen 1793 und 1797 Herausgeber des Guía Política, Eclesiástica y Militar del Virreinato del Perú war, eröffnete 1794 klinische Kurse zur Erweiterung der Kenntnisse der Studenten, von denen einige Mulatten waren. Er betrieb zwischen 1799 und 1805 umfangreiche Beobachtungen zum Klima in Lima und unternahm nach der Tradition der hippokratischen Medizin umfassende Untersuchungen über die klimatischen Veränderungen und deren Auswirkungen auf den Menschen, die er 1806 unter dem Titel Observaciones sobre el clima de Lima y su influencia en los seres organizados, en especial el Hombre veröffentlichte. Aufgrund seiner Auswertungen stellte er eine Relation zwischen den meteorologischen Daten und seinen klinischen Beobachtungen her, die er in modernen und traditionellen medizinischen Konzepten zu verbinden suchte. Trotz der zahlreichen Verweisungen auf Isaac Newton und Herman Boerhaave war sein Buch aber überwiegend von archaischen Gedanken geprägt. Durch seine dogmatische Haltung und Weigerung, die Bedeutung der Chemie für die medizinische Wissenschaft anzuerkennen, und sein Beharren, dass ausschließlich das Klima Einfluss auf die Menschen hätte, prägte er die Einstellung der damaligen Ärzte, die den Nutzen üblicher Heilmittel für Krankheiten ablehnten.
Andererseits bemühte sich Unanue, die Ansicht von Georges-Louis Leclerc de Buffon zu widerlegen, dass Klima, Umwelt, Flora und Fauna der Neuen Welt niederwertiger als die der Alten Welt seien. In seiner Darstellung zur Widerlegung Buffons berief er sich auf die Abhandlung Notes on the State of Virginia von Thomas Jefferson und unterstützte somit die dort gemachten Ausführungen. Er ging davon aus, dass die Anzahl der Tier- und Insektenarten in Amerika mindestens ebenso hoch wie in Europa sei, wenn nicht höher. 
Am 29. November 1807 wurde Unanue von Vizekönig José Fernando Abascal y Sousa zum Generalarzt (Protomédico General) ernannt, nachdem er diesen einen Plan zur Errichtung einer neuen Medizinischen Schule vorgestellt hatte. Diese sollte an eines der Krankenhäuser Limas angeschlossen sein und die Studenten in den Fächer Anatomie, Physiologie, Chirurgie und Pharmazie unterrichten. Nachdem das Real Colegio de Medicina de San Fernando 1811 fertiggestellt war, nahmen zehn Professoren ihre Lehrtätigkeit auf, die meisten davon ehemalige Studenten Unanues. Der Lehrplan beinhaltete darüber hinaus Vorlesungen in den Fächern Mathematik, Psychologie sowie Experimentalphysik und fanden aufgrund von Texten statt, die von ihm persönlich ausgewählt wurden.

### Minister und Ministerpräsident

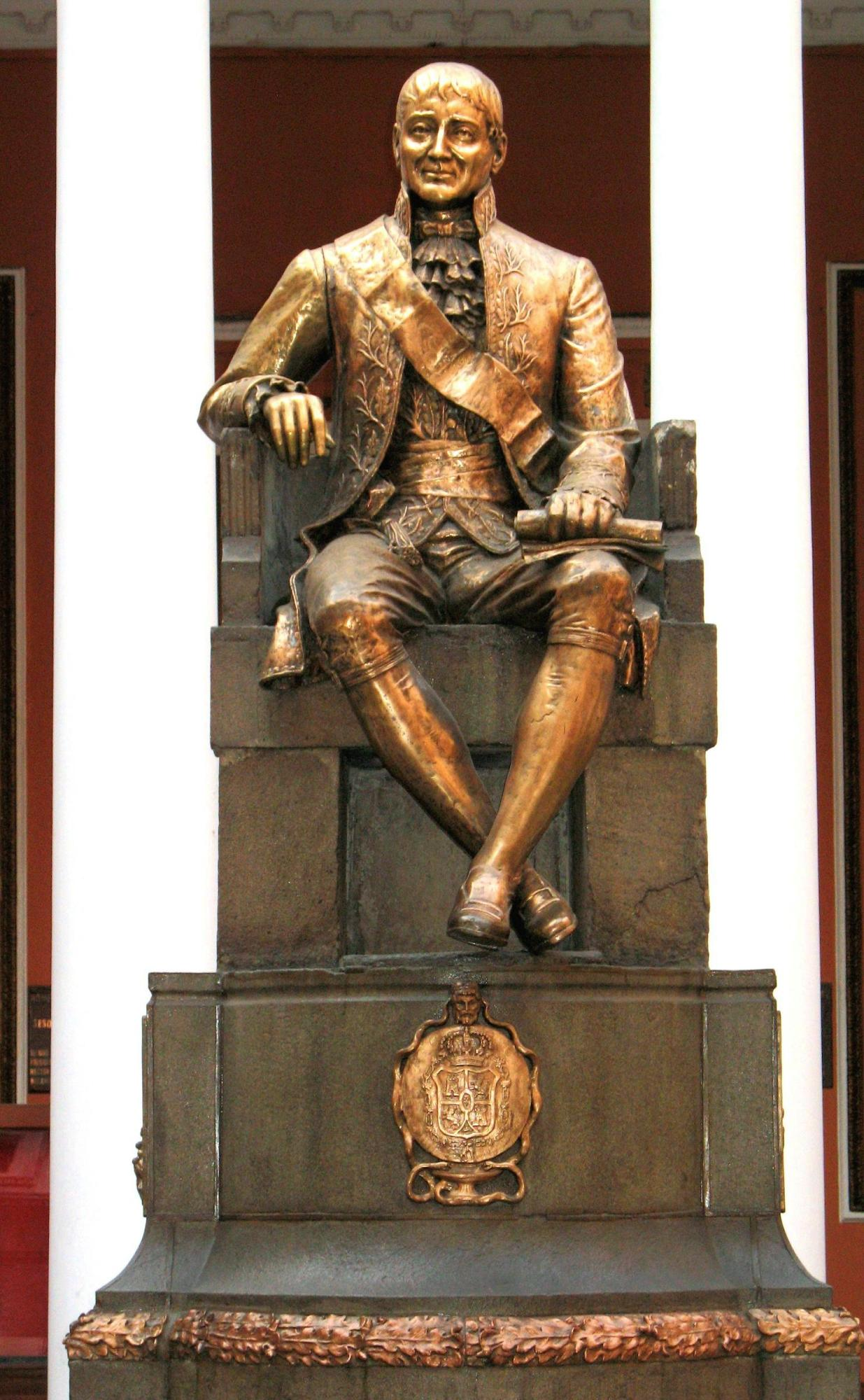
Standbild von Hipólito Unanue vor der Medizinischen Fakultät der Universidad Nacional Mayor de San Marcos

Unanue gehörte zu den Unterzeichnern der Unabhängigkeitserklärung Perus (Declaración de Independencia del Perú) am 15. Juli 1821 und begann nach der endgültigen Unabhängigkeit von Spanien am 28. Juli 1821 seine politische Laufbahn. Nach dem Amtsantritt von Staatspräsident José de San Martín am 28. Juli 1821 wurde er von diesem am 3. August 1821 zum ersten Finanzminister (Ministro de Hacienda) ernannt und bekleidete dieses Ministeramt bis zu seiner Ablösung durch Dionisio Vizcarra am 21. September 1822. Am 8. Oktober 1821 gehörte er zu den Mitstiftern des Orden El Sol del Perú.
Knapp zwei Monate später wurde er am 20. Dezember 1822 Nachfolger von Juan Antonio de Andueza Präsident des Konstituierenden Kongresses (Presidente del Congreso Constituyente) und bekleidete diese Funktion drei Monate lang bis zum 20. Februar 1823, woraufhin er durch Nicolás de Araníbar Fernández Cornejo abgelöst wurde.
Während der Präsidentschaft von Simón Bolívar übernahm Unanue als Nachfolger von Juan de Berindoaga y Palomares am 20. Januar 1824 erstmals das Amt des Innen- und Außenministers (Ministro de Gobierno y Relaciones Exteriores) und behielt dieses bis zur Ablösung durch José Faustino Sánchez Carrión am 5. April 1824. Als Nachfolger von José Faustino Sánchez Carrión wurde er am 28. Oktober 1824 abermals Finanzminister und bekleidete dieses Ministeramt nunmehr bis zum 25. Februar 1825, woraufhin José María Pando seine Nachfolge antrat. Im Anschluss wurde er erneut Nachfolger von José Faustino Sánchez Carrión und übernahm von diesem am 26. Februar 1825 zum zweiten Mal das Amt des Innen- und Außenministers. In diesen Ämtern wurde er am 3. April 1825 durch Tomás de Heres abgelöst.
Zuletzt löste Unanue am 10. April 1825 Simón Bolívar als Ministerpräsident (Presidente del Consejo de Gobierno) ab und bekleidete diese Funktion bis zu seiner Ablösung durch José de La Mar am 5. Januar 1826. Im Juni 1826 wurde er von Bolívar zum Minister für Justiz und Kirchenangelegenheiten (Ministro de Justicia y Negocios Eclesiásticos) berufen, trat von diesem Amt jedoch zusammen mit Bolívar am 28. Januar 1827 zurück. Anschließend zog er sich ins Privatleben zurück und lebte auf seinem Grundbesitz Casa Hacienda Arona in der Provinz Cañete, wo sein Sohn José Unanue 1840 den Palacio Unanue erbaute.
Ihm zu Ehren wurde die Gesundheitsinstitution Convenio Hipólito Unanue der Universidad Andina Simón Bolívar in Ecuador, der Hipólito Unanue-Preis der Nationalen Akademie für Medizin sowie der Orden Hipólito Unanue benannt. Seit 1816 war er korrespondierendes Mitglied der Bayerischen Akademie der Wissenschaften.

## Veröffentlichungen
- Observaciones sobre el clima de Lima y su influencia en los seres organizados, en especial el Hombre, 1806